# Prestonia lenticellata
Prestonia lenticellata är en oleanderväxtart som beskrevs av A.H Gentry. Prestonia lenticellata ingår i släktet Prestonia och familjen oleanderväxter. Inga underarter finns listade i Catalogue of Life.